# Adesmus borgmeieri
Adesmus borgmeieri är en skalbaggsart som först beskrevs av Lane 1976.  Adesmus borgmeieri ingår i släktet Adesmus och familjen långhorningar. Inga underarter finns listade i Catalogue of Life.